# Angela Davis

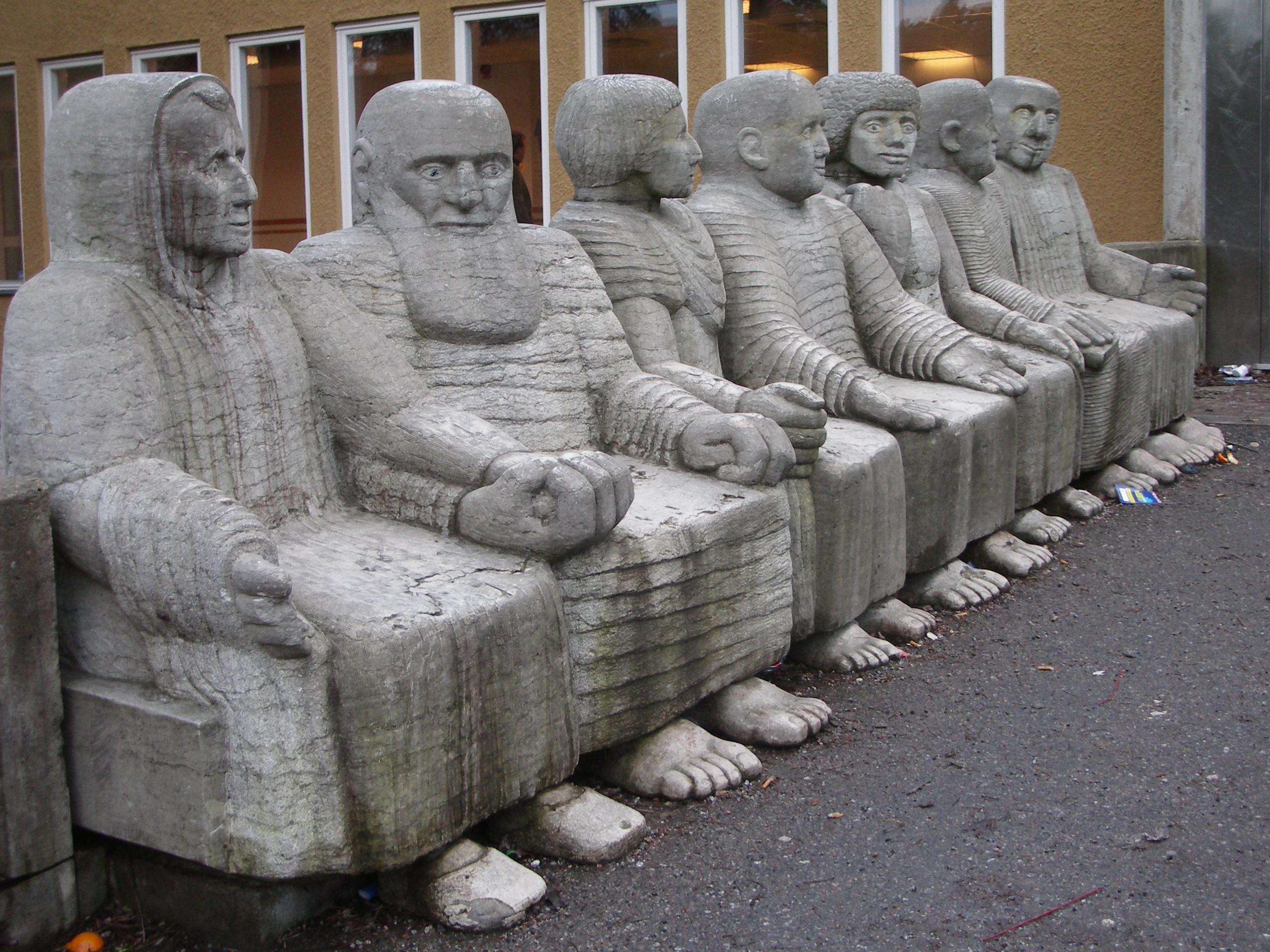
Angela Davis (5:a f. v.) är en av personerna i Pye Engströms skulptur Efter badet utanför Västertorpsbadet, Stockholm. Övriga avbildade är Elise Ottesen-Jensen, Paolo Freire, Sara Lidman, Mao Zedong, Georg Borgström och Pablo Neruda.

Angela Yvonne Davis, född 26 januari 1944 i Birmingham, Alabama, är en amerikansk feminist, universitetslärare, kommunist, författare och medborgarrättslig aktivist.
Angela Davis var som mest känd under 1960-talet då hon var aktivist för medborgerliga rättigheter. Hon var då medlem i USA:s kommunistiska parti och i Svarta pantrarna. Davis är bland annat starkt kritisk mot den amerikanska fångvården.

## Biografi
Angela Davis föddes i delstaten Alabama i den segregerade amerikanska södern. Hennes föräldrar introducerade henne för vänsterpolitiska tankegångar. Mellan 1961 och 1965 studerade Davis vid Brandeisuniversitetet. Som förstaårsstudent var Davis en av tre svarta studenter. 1963 förhördes Davis av FBI med hänvisning till att Davis deltagit vid "kommunistiska festivaler". Under 1960-talet reste Davis bland annat till Frankfurt, Paris, Massachusetts och Kalifornien där hon träffade och påverkades av bland andra Theodor Adorno och Herbert Marcuse. 

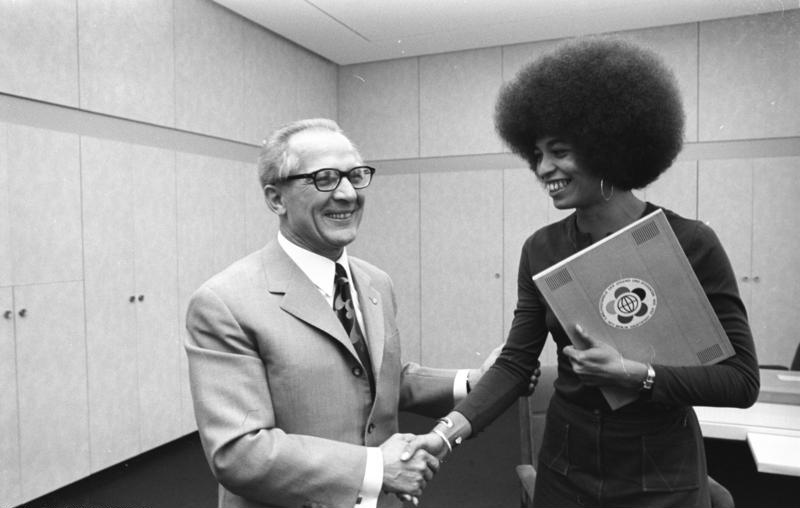
Angela Davis och Erich Honecker i Östberlin, 1972.

1968 gick Davis med i USA:s kommunistiska parti. Hon anslöt sig också till Svarta pantrarna och engagerade sig i Soledad Brothers Defense Committee, en rättighetsorganisation till förmån för interner vid Soledadfängelset i Kalifornien.  Under en tid hölls hon under uppsikt av FBI. Om denna period har hon skrivit att "kommunistpartiet insåg nödvändigheten för de vita, främst vita arbetare, att acceptera de svartas viktiga roll." (från Angela Davis parle). Davis var en tid anställd lärare vid Kaliforniens universitet, men avskedades 1969 med hänvisning till sitt medlemskap i kommunistpartiet.
Efter ett gisslandrama i Marin County den 7 augusti 1970 där fyra människor miste livet, misstänktes Angela Davis för inblandning. Där hade 17-åringen Jonathan Jackson försökt frita tre fångar vilka stod åtalade för mordet på en fängelsevakt. Davis utgick från att en rättvis rättslig prövning skulle bli omöjlig och i stället för att inställa sig hos polisen gick hon under jorden och höll sig undan i två månader, till den 13 oktober 1970. Då greps hon på hotellet Howard Johnson Motor Lodge i New York och delgavs misstanke om inblandning. Misstankarna grundades bland annat på att gisslantagaren hade använt skjutvapen registrerade i Angela Davis namn. Davis åtalades först dels för mord, dels för kidnappning. Senare tillkom ytterligare en åtalspunkt: sammansvärjning. Efter 16 månader i häkte meddelade rätten att Angela Davis kunde släppas mot en borgenssumma på 102 500 dollar. En stor del garanterades av Rodger McAfee, en mjölkbonde från Fresno. Rättegången, som leddes av domaren Richard Arnason, inleddes 5 januari 1971. Den 4 juni 1972 frikändes Davis på alla punkter i en rättegång i San José.
På senare år har hon befäst sin ställning som en av de viktigare feministerna och har också starkt kritiserat den amerikanska fångvården. 2008 pensionerades Davis från sin tjänst som professor i History of Consciousness vid Kaliforniens universitet, Santa Cruz. och före detta chef för universitetets avdelning för feministstudier. Efter att ha gått ur USA:s kommunistiska parti 1991, grundade Davis Committees of Correspondence for Democracy and Socialism.  2000 deltog Angela Davis i grundandet av den feministiska rörelsen African American Agenda.